# Izlandi labdarúgó-szuperkupa
Az Izlandi labdarúgó-szuperkupa (hivatalos nevén: Meistarakeppni karla) egy 1969-ben alapított, az Izlandi labdarúgó-szövetség által kiírt kupa. Tradicionálisan az új idény első meccsét jelenti, s az előző év bajnoka játszik az előző év kupagyőztesével. 
A legsikeresebb csapat a Valur gárdája, nyolc győzelemmel.

## Kupadöntők
| Év        | Izlandi bajnok    | Eredmény            | Izlandi kupagyőztes |
| --------- | ----------------- | ------------------- | ------------------- |
| 1969      | KR                | 4 – 2               | ÍBV                 |
| 1970      | Keflavík          | 2 – 1               | ÍBA                 |
| 1971      | Keflavík          | 0 – 5               | Fram                |
| 1972      | Keflavík          | 2 - 0               | ÍBV                 |
| 1973      | Keflavík          | 2 - 1               | ÍBV                 |
| 1974      | Valur             | 0 – 0               | Fram                |
| 1975      | ÍA                | 1 – 3               | Keflavík            |
| 1976      | ÍA                | 0 – 2               | Keflavík            |
| 1977      | Valur             | 2 – 1               | Fram                |
| 1978      | ÍA                | 1 – 1               | Valur               |
| 1979      | Valur             | 3 – 0               | Keflavík            |
| 1980      | ÍBV               | 0 – 0 (b.u., 4 – 3) | Fram                |
| 1981      | Valur             | 0 – 1               | Fram                |
| 1982      | Víkingur R.       | 2 – 0               | ÍBV                 |
| 1983      | Víkingur R.       | 2 – 0               | ÍA                  |
| 1984      | ÍA                | 1 – 2               | ÍBV                 |
| 1985      | ÍA                | 2 – 3               | Fram                |
| 1986      | Valur             | 1 – 2               | Fram                |
| 1987      | Fram              | 0 – 2               | ÍA                  |
| 1988      | Valur             | 4 – 3               | Fram                |
| 1989      | Fram              | 3 – 1               | Valur               |
| 1990      | KA                | 1 – 0               | Fram                |
| 1991      | Fram              | 1 – 2               | Valur               |
| 1992      | Víkingur R.       | 1 – 3               | Valur               |
| 1993      | ÍA                | 1 – 2               | Valur               |
| 1994      | ÍA                | 4 – 2               | Keflavík            |
| 1995      | ÍA                | 5 – 0               | KR                  |
| 1996      | ÍA                | 1 – 3               | KR                  |
| 1997      | ÍA                | 3 – 5               | ÍBV                 |
| 1998      | ÍBV               | 1 – 3               | Keflavík            |
| 1999      | ÍBV               | 2 – 1               | Leiftur             |
| 2000–2002 | Nem rendezték meg | Nem rendezték meg   | Nem rendezték meg   |
| 2003      | KR                | 2 – 1               | Fylkir              |
| 2004      | KR                | 0 – 3               | ÍA                  |
| 2005      | FH                | 2 – 0               | Keflavík            |
| 2006      | FH                | 0 – 1               | Valur               |
| 2007      | FH                | 1 – 0               | Keflavík            |
| 2008      | Valur             | 2 – 1               | FH                  |
| 2009      | FH                | 3 – 1               | KR                  |
| 2010      | FH                | 1 – 0               | Breiðablik          |
| 2011      | Breiðablik        | 0 – 3               | FH                  |
| 2012      | KR                | 2 – 0               | FH                  |
| 2013      | FH                | 3 – 1               | KR                  |
| 2014      | KR                | 2 – 0               | Fram                |
| 2015      | Stjarnan          | 1 – 0               | KR                  |

- h.u. – hosszabbítás után
- b.u. – büntetők után

## Statisztika

### Győzelmek száma klubonként
| Csapat      | Győztes                                            | Döntős                                             |
| ----------- | -------------------------------------------------- | -------------------------------------------------- |
| Valur       | 8 (1977, 1979, 1988, 1991, 1992, 1993, 2006, 2008) | 5 (1974, 1978, 1981, 1986, 1989)                   |
| Fram        | 6 (1971, 1974, 1981, 1985, 1986, 1989)             | 7 (1977, 1980, 1987, 1988, 1990, 1991, 2014)       |
| Keflavík    | 6 (1970, 1972, 1973, 1975, 1976, 1998)             | 5 (1971, 1979, 1994, 2005, 2007)                   |
| FH          | 6 (2005, 2007, 2009, 2010, 2011, 2013)             | 3 (2006, 2008, 2012)                               |
| ÍA          | 5 (1978, 1987, 1994, 1995, 2004)                   | 8 (1975, 1976, 1983, 1984, 1985, 1993, 1996, 1997) |
| KR          | 5 (1969, 1996, 2003, 2012, 2014)                   | 5 (1995, 2004, 2009, 2013, 2015)                   |
| ÍBV         | 4 (1980, 1984, 1997, 1999)                         | 5 (1969, 1972, 1973, 1982, 1998)                   |
| Víkingur R. | 2 (1982, 1983)                                     | 1 (1992)                                           |
| Stjarnan    | 1 (2015)                                           | –                                                  |
| KA          | 1 (1990)                                           | –                                                  |
| Breiðablik  | –                                                  | 2 (2010, 2011)                                     |
| ÍBA         | –                                                  | 1 (1970)                                           |
| Leiftur     | –                                                  | 1 (1999)                                           |
| Fylkir      | –                                                  | 1 (2003)                                           |